# 中國—聖馬力諾關係
中國—聖馬力諾關係（義大利語：Relazioni bilaterali tra Cina e San Marino）是指中華人民共和國和聖馬力諾之間的外交關係。1971年5月6日兩國建立領事級外交關係，1991年7月5日升為大使級外交關係。
2021年5月6日，中共中央总书记、中国国家主席习近平同圣马力诺执政官文图里尼和尼科利尼就中圣建交50周年互致贺电。

## 高層交往
中國訪聖的有：副總理回良玉（2007年）；外長李肇星（2007年）；全國對外友協會長陳昊蘇（2011年）；外長王毅（2013年）。
聖馬力諾訪華的有：執政官扎費拉尼和阿馬蒂（2008年來華出席北京奧運會開幕式）；旅遊、體育和經濟部部長貝拉爾迪（2010年來華出席上海世博會聖馬力諾國家館日）；工業部長阿爾齊利（2010年來華出席上海世博會中國國家館日活動）；議會外委會主席、聖中友協主席泰倫齊（2011年）；外長穆拉羅尼（2012年）。

## 經貿關係
中圣两国自1988年起开始直接贸易往来，贸易额不大。2022年，中國和聖馬力諾雙邊貿易額1472.7萬美元，同比增長4.5%；中國出口額971萬美元，同比增長12.4%；進口額501.7萬美元，同比減少8.1%。

## 其他
1985年5月6日，中圣两国签订互免签证协议，并于同年7月22日生效。因而圣马力诺成为世界上首个可持普通护照免签证入境中国的国家。但由于圣马力诺全境被意大利包围且没有机场，亦不实行边境检查，因此中国公民入境圣马力诺事实上需要申根签证。